# Romerella punctata
Romerella punctata is een hooiwagen uit de familie Sclerosomatidae.